# João Justino Amaral dos Santos
João Justino Amaral dos Santos detto Amaral (Campinas, 25 dicembre 1954 – San Paolo, 31 maggio 2024) è stato un calciatore brasiliano, di ruolo difensore.

## Carriera

### Club
Nel 1971 esordì come calciatore professionista nella massima divisione del campionato brasiliano con la formazione del Guarani della sua città di Campinas, con la quale rimase fino al 1978.
Tra il 1978 e il 1981 fece parte del Corinthians di San Paolo, con cui vinse il Campionato Paulista nel 1979 e dopo una breve parentesi con il Santos, alla fine del 1982 si trasferì in Messico con la squadra dell'América di Città del Messico.
Nel 1987 ritornò in Brasile e dopo un'ultima stagione con il Blumenau, si ritirò definitivamente dall'attività agonistica.

### Nazionale
Il suo esordio nella nazionale brasiliana avvenne a Belo Horizonte il 6 agosto 1975 in occasione dell'incontro vinto 2-1 contro l'Argentina e valevole per la fase finale della Copa America.
Ai Mondiali di Argentina 1978 disputò tutte le partite della nazionale, con la quale entrò in campo in 40 incontri ufficiali e 16 non ufficiali tra il 1975 e il 1980.

## Palmarès

### Club

#### Competizioni nazionali
- Campionato paulista: 1

Corinthians: 1979
- Campionato messicano: 1

América: 1983-1984

### Nazionale
- Torneo del Bicentenario: 1

1976

### Individuale
- Bola de Prata: 1

1975